# Österreich-Haus
Als Österreich-Haus, in jüngeren Jahren meist offiziell Austria House, wird das österreichische Kommunikationszentrum bei den Olympischen Spielen, Paralympischen Spielen und Alpinen Skiweltmeisterschaften bezeichnet.

## Funktion
Die Idee eines Hauses der Völkerverständigung geht auf die in der Besatzungszeit in Wien begonnenen Programme Amerika-Haus der Amerikaner und das Palais Palffy – Österreich Haus zurück: Im Rahmen des letzteren bildeten sich die österreichischen bilateralen Freundschaftsgesellschaften und der Dachverband PaN. Später wurde daraus das Österreichische Kulturzentrum. Das Amerika-Haus Wien gibt es als Kulturinstitut bis heute.
Das erste Österreich-Haus im Ausland gab es 1960 auf Initiative der Wirtschaftskammer bei den Olympischen Winterspielen in Squaw Valley. Nach der einfachen Blockhütte von 1960 wurde für die Olympischen Winterspiele 1968 (Grenoble) das erste Mal ein eigenes repräsentatives Gebäude errichtet. Es wurde als Institution auch schon 1970 bei Weltmeisterschaften (Alpin-WM Gröden) eingeführt, wo das Bauwerk von 1968 wiederverwendet wurde. Das erste offizielle olympische Österreich-Haus entstand für die Winterspiele 1984 (Sarajevo).

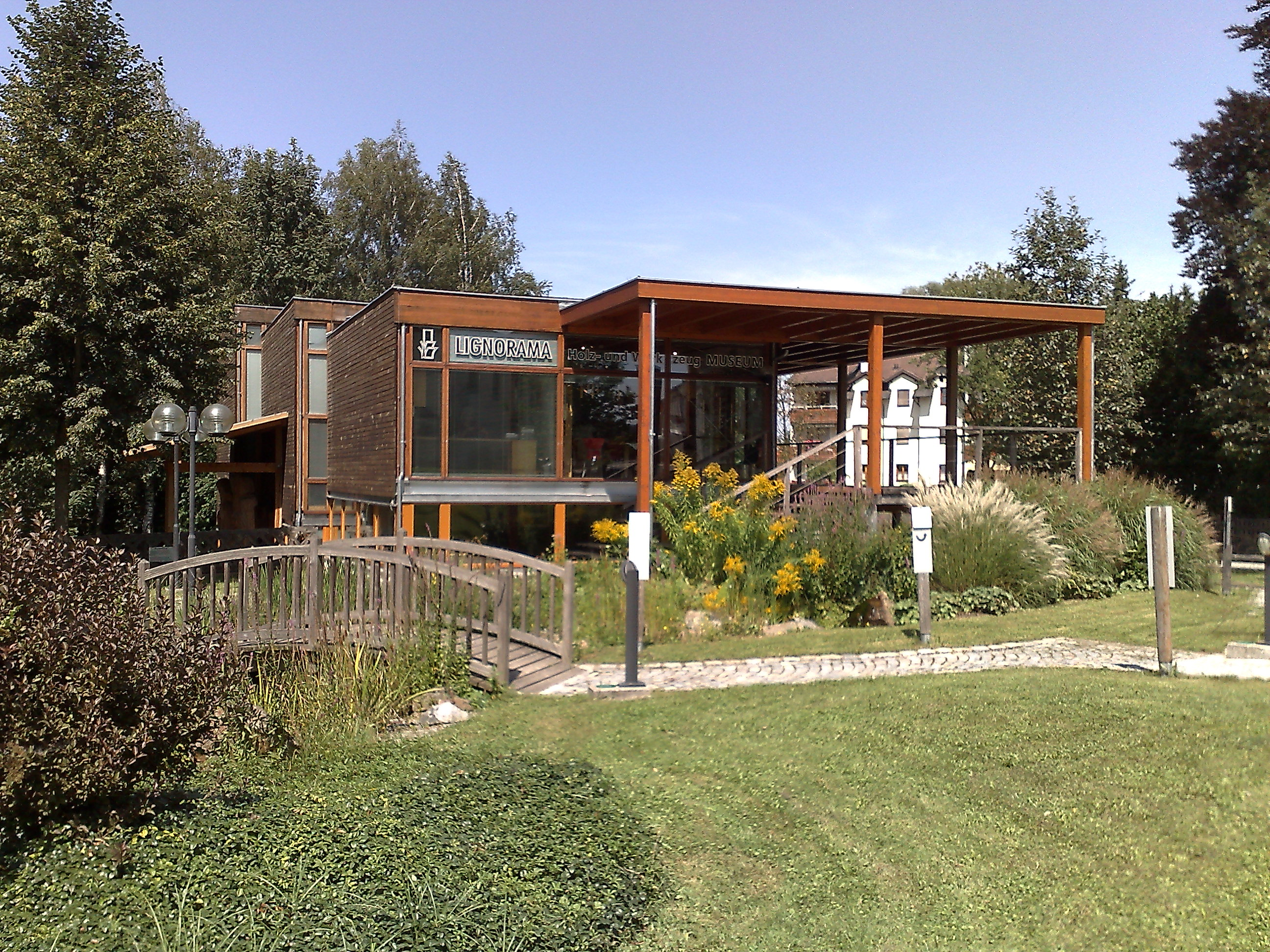
Museum Lignorama in Riedau; ehemaliges Österreich-Haus der Olympischen Winterspiele 1998

Ursprünglich wurde das Österreichhaus als Präsentationsmöglichkeit für österreichische Wirtschaftsprodukte genutzt. Im Laufe der Jahre entwickelte sich das Konzept aber zum „Publikumsmagnet und Kommunikationszentrum während Olympischer Spiele […], welches von Athleten, Betreuern, Journalisten, Sponsoren, Gästen und Freunden Österreichs gerne besucht wird. Der dem Ö-Haus vorauseilende Ruf von besonderer Gastlichkeit lockt auch jedes Mal viel Prominenz aus allen Gesellschaftsbereichen an.“ Neben der Repräsentanz des Österreichischen Olympischen Comités (ÖOC) bzw. des Österreichischen Paralympischen Committees (OEPC) dient es auch als Olympiastudio bzw. WM-Studio des ORF, und im Besonderen für allfällige Siegesfeiern der österreichischen Teilnehmer und Pressekonferenzen, und erreicht so besondere Medienpräsenz.
Neben architektonischem Renommée – ein eigens errichtetes Österreichhaus zeigt entweder österreichische Architektur, oder europäische Rezeption der Architektur des Gastlandes – und als Vorzeigeobjekt österreichischer Bautechnik dienen die Häuser als Treffpunkt für internationale Wirtschaftsgespräche, und repräsentieren auch Österreich als Tourismusland. Wegen der enormen wirtschaftlichen Bedeutung, die der Wintersport für Österreich hat (und auch den sportlichen Erfolgen – Sommersport spielt eine vergleichsweise geringe Rolle) wurden Österreichhäuser nur für Winterspiele eingerichtet, seit Athen 2004 aber auch für die Olympischen Sommerspiele. Seit Turin 2006 sind die Behindertensportler auch in Bezug auf die Nutzung des Österreichhauses den anderen Sportlern ohne Einschränkung gleichgestellt.
Bis heute wurden insgesamt etwa ein Dutzend Bauwerke als Österreichhaus errichtet, teils als eigenständige Gebäude, teils als An- und Zubauten. Die meisten sind erhalten und wurden einer Sekundärnutzung zugeführt. Bei den anderen Veranstaltungen wurden Räumlichkeiten angemietet oder Zelte errichtet.

## Die Österreich-Häuser

### Olympische Winterspiele Grenoble 1968/Skiweltmeisterschaften Gröden 1970
Zu den Olympischen Winterspielen 1968 in Grenoble wurde das erste Mal ein eigenes Gebäude als Österreichhaus errichtet. Es wurde zur Skiweltmeisterschaften 1970 in Gröden wiedererrichtet und diente später als Bundessportheim am Faaker See.
Bundessportheim Faak am See, Ktn.

### Olympische Winterspiele Sapporo 1972
Das Gebäude der Olympischen Winterspiele 1972 in Sapporo ist heute Teil des Sapporo Winter Sports Museum (jap. 札幌ウィンタースポーツミュージアム, Sapporo Uintā Supōtsu Myūjiamu) an der Ōkurayama-Schanze.
Winter Sports Museum, Sapporo

### Weltmeisterschaften Saalbach-Hinterglemm 1991
Zum Anlass der Alpinen Skiweltmeisterschaften 1991 in Saalbach-Hinterglemm wurde gemeinsam mit der Gemeinde Saalbach ein historischer Pinzgauerhof wiedererrichtet. Das Gebäude aus dem 18. oder frühen 19. Jahrhundert, der Bergerbauer, war schon 1987 von der Gemeinde angekauft und abgetragen worden. Heute bildet es zusammen mit dem Steinachhäusl von 1698 (1994/95 wiedererrichtet) das Heimatmuseum und Schimuseum, und dient auch als Veranstaltungsgebäude der Gemeinde.
Heimathaus und Schimuseum, Saalbach-Hinterglemm, Sbg

### Olympische Winterspiele Nagano 1998
Dieses Österreich-Haus wurde 1996 vom Architekten-Team Kaufmann aus Dornbirn (Neue Vorarlberger Bauschule) geplant und mit dem Vorarlberger Holzbaupreis prämiert. Nach den Olympischen Winterspielen 1998 in Nagano wurde es im Zentrum von Riedau neu aufgebaut und beherbergt seither das Holz- und Werkzeugmuseum Lignorama.
Holz- und Werkzeugmuseum LIGNORAMA, Riedau, OÖ

### Olympische Winterspiele Turin (Sestriere) 2006

Logo des Österreich-Haus 2006

Das Gebäude der Olympischen Winterspiele Februar 2006 und Winter-Paralympics März 2006 in Turin stand wieder in Sestriere, wo die Alpinbewerbe der Olympischen Winterspiele ausgetragen wurden. Es wurde von dem Radstädter Architekten Tom Lechner geplant, als ein Bau im Stile der Neuen Alpenarchitektur, einer Kombination der Formensprache und Materialien der traditionellen Bauernhausstile des Alpenraums und zeitgenössischer Holzarchitektur. Das Casa Austria hatte eine Nutzfläche von 300 m², für Gäste- und VIP-Bereich, das ORF-Studio und Präsentationsflächen für die drei Sponsoren des Hauses. Nach den Paralympics – das erste Mal stand das Österreicherhaus auch dem Behindertensport zur Verfügung – wurde es im Schanzengelände der Paul-Außerleitner-Schanze in Bischofshofen wiedererrichtet.
Österreichhaus 2006 in Sestriere; Paul-Außerleitner-Schanze, Bischofshofen, Sbg

### Olympische Sommerspiele Peking 2008

Logo des Österreich-Haus 2008

Das Österreich-Haus, chinesisch 奧地利之家, Pinyin àodìlìzhījiā, englisch Austria House für die Sommerspiele und Paralympics 2008 in Peking wurde im The Great Wall Sheraton Hotel Beijing (Starwood-Sheraton) errichtet. Das Österreich-Haus sollte eine Mischung aus Tradition und Moderne in China darstellen und Elemente von Feng Shui aufgreifen: Der Hauptbau ist im Stil klassischer Tempelarchitektur ausgeführt, farbenfroh gefasst mit großflächiger Verglasung. Daneben steht ein zehneckiger Pavillon, mit modernistischem Maßwerk und einem bunten, an übereinandergestapelte Sonnenschirme erinnernden Dach. Das Areal wurde mittels Sponsorgeldern mit einem Budget von 400.000 € erstellt. Das Areal des Österreich-Hauses bildet bis heute einen beliebten Anlaufpunkt im Park des Beijing Great Wall.
Austria House Peking 2008, The Great Wall Sheraton, Beijing; Pavillon

### Olympische Winterspiele Vancouver (Whistler) 2010

Austria House 2010: Logo des ÖOC

Auch bei den Olympischen/Paralympischen Winterspielen in Vancouver, Kanada 2010 gab es wieder ein Österreich-Haus. Das Besondere an diesem Österreich-Haus ist, dass es als Passivhaus und in Holzmassivbauweise gebaut war. Es wurde von der APG (Austrian Passive House Group), einem Zusammenschluss von fünf österreichische Firmen, nach einem Entwurf von Architekt Martin Treberspurg ausgeführt.
Das Passivhaus wurde nach den Olympischen Spielen nicht abgebaut, sondern der Stadt Whistler als „Botschafter für energieeffizientes Bauen“ für eine Weiternutzung übergeben. Das Projekt in Passivhausbauweise soll das weltweite Interesse am nachhaltigen Bauen wecken – in Nordamerika ist diese Technik weitgehend unbekannt, es wurden erst ein paar Dutzend Häuser errichtet, das Gebäude erweckt besondere Medienpräsenz. Genutzt wird es als eine Art SOS-Kinderdorf und Kulturzentrum.
Austria House, Whistler

### Olympische Sommerspiele London 2012

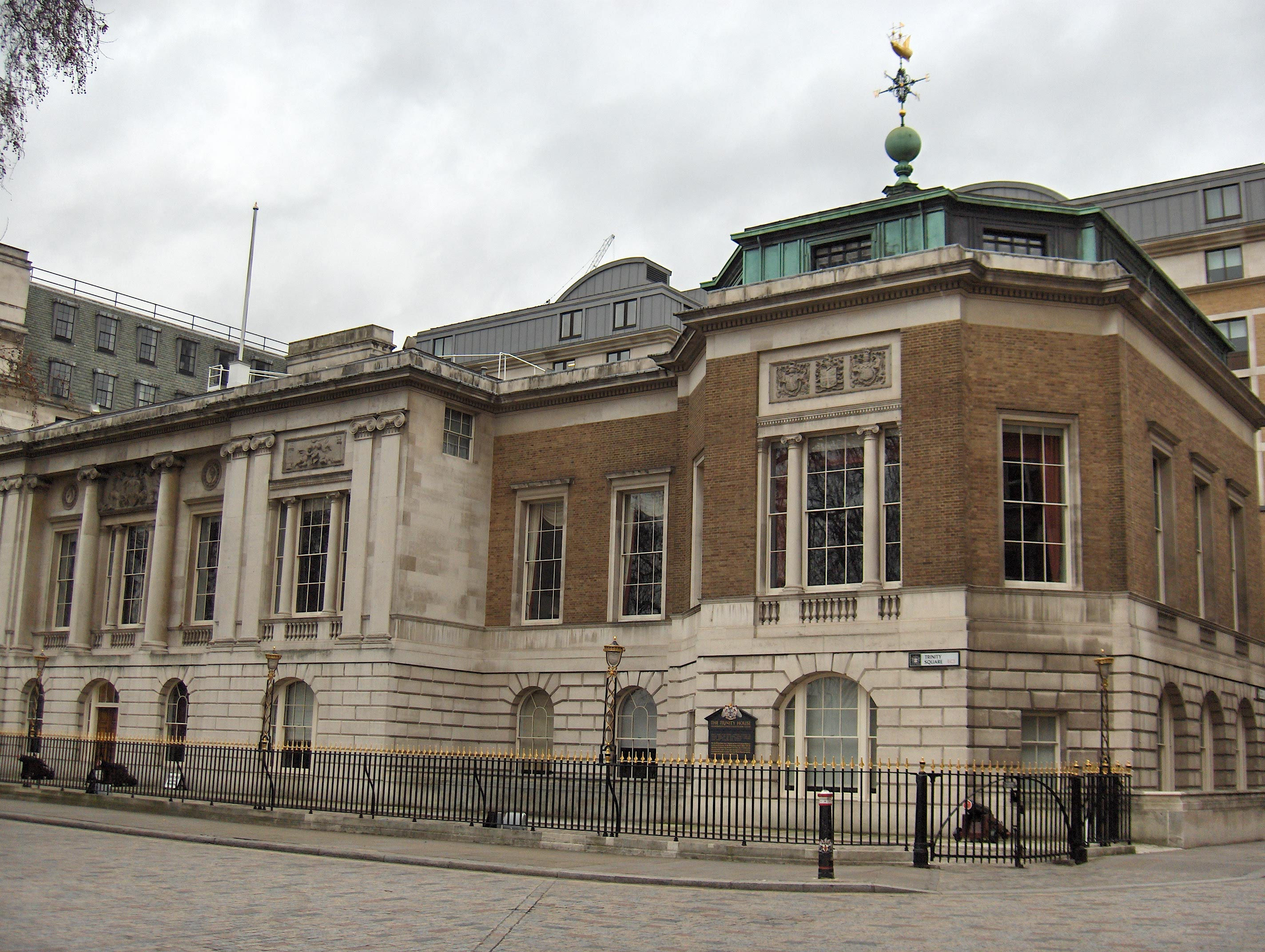
Austria House Tirol 2012: Trinity House, London

Bei den Olympischen/Paralympischen Sommerspielen in London 2012 wurde erstmals ein vollständig privatwirtschaftlich finanziertes Österreich-Haus betrieben. Hauptsponsor war die Tirol-Werbung, so dass das Haus als Austria House Tirol auftrat – die befremdliche Konstellation, dass das Haus nur ein Bundesland vertritt, wurde durchaus kritisiert. Der nationale Werbewert für die ÖOC-Sponsoren wurde auf über 10 Millionen Euro geschätzt.
Das Haus wurde erstmals nicht nur einem ausgewählten Gästekreis, sondern der breiten Öffentlichkeit zugänglich gemacht.
Das Haus wurde in den drei Wochen von 45.000 zahlenden Gästen besucht (2000/Tag), es war naturgemäß ein neuer Besucherrekord für die Institution.
Eingerichtet wurde es im Trinity House, Tower Hill, nahe der Tower Bridge, dem ehemaligen Sitz der Corporation of Trinity House of Deptford Strond, der britischen Leuchtfeuerverwaltung, das heute als Veranstaltungsgebäude genutzt wird.
Austria House Tirol (Trinity House), London

### Olympische Winterspiele Sotschi 2014
Das Austria House der Olympischen/Paralympischen Winterspiele Sotschi 2012 wurde in Krasnaja Poljana errichtet. Träger war wie in den Vorjahren die Tirol Werbung. Dabei wurde auch das angrenzende Hotel Melody of Mountain mitgemietet. Mit der Positionierung beim Schiaustragungsort Rosa Chutor entsprach sich Österreich (und auch Deutschland mit seinem Haus unweit) nicht dem Wunsch des Veranstalters, die nationalen Hospitality-Häuser in Sotschi an der Schwarzmeerküste einzurichten. Der Bau wurde eigens errichtet.
In Sotschi besuchten 25.000 Menschen (davon 6.300 Ehrengäste) das Haus während der Spiele.
Austria Tirol House, Sotschi (ungefähre Lage)

### Olympische Sommerspiele Rio 2016

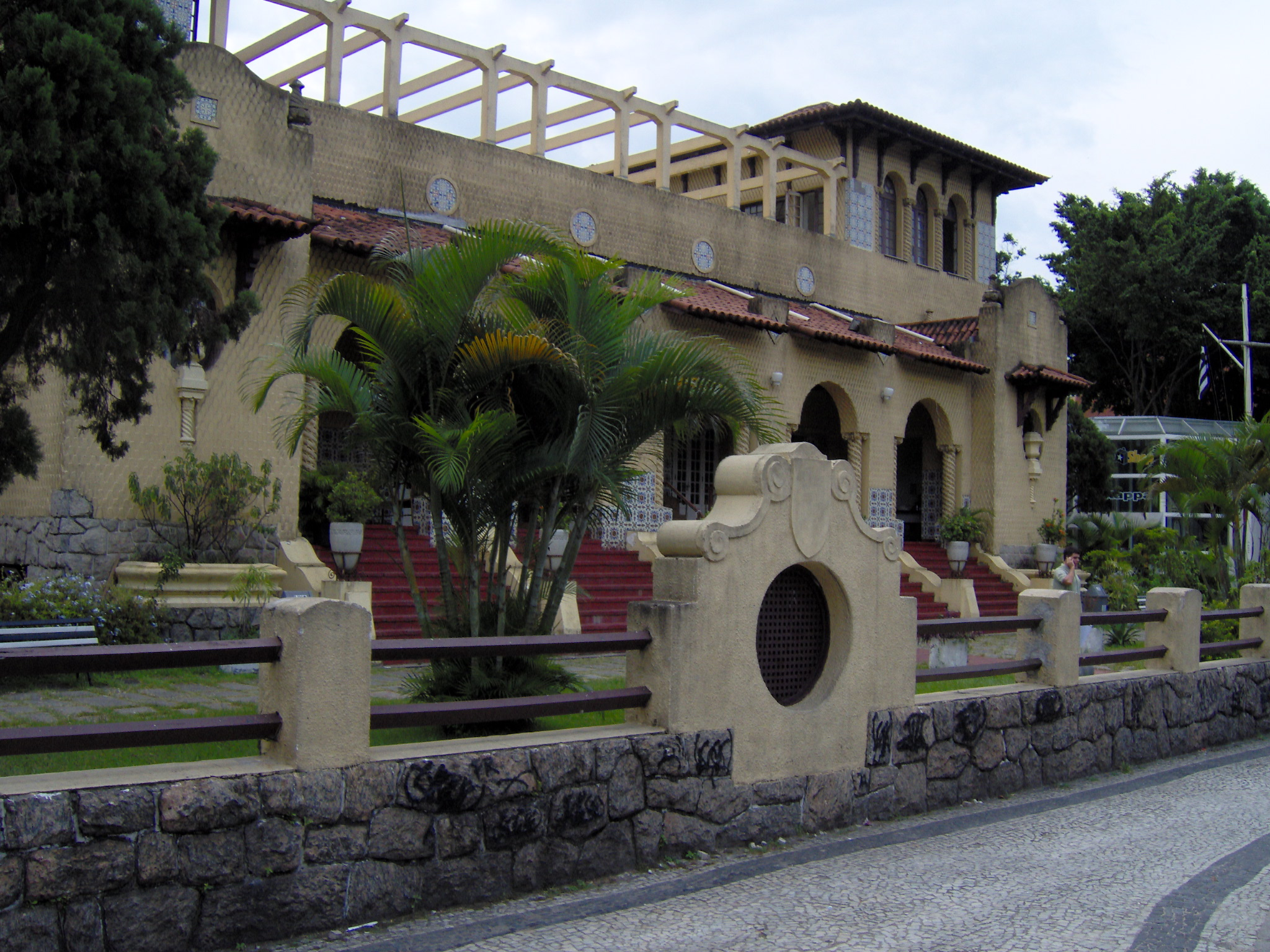
Clubhaus Botafogo, Rio (ohne Österreich-Dekoration)

In Rio de Janeiro in Brasilien wurde für die Olympischen/Paralympischen Sommerspiele 2016 das Klubhaus Mansão Botafogo des Fußball- und Segelklubs Botafogo de Futebol e Regatas (Botafogo FR) angemietet.
Dazu wurde das Austria House in Rot-Weiß-Rot gefäbelt.
Träger war diesmal wieder die gesamtösterreichische Österreich Werbung, was sogar Gegenstand einer parlamentarischen Anfrage zur Amortisation war.
Mit 75.000 Besuchern, davon 7.000 Ehrengäste und 68.000 im öffentlichen Bereich, konnten die Zahlen aus London 2012 übertroffen werden. Auch die im benachbarten Shopping-Center Rio Sul Kletterwand, von der Tirol Werbung initiiert, fand großen Andrang.
Austria House (Botafogo Club), Rio de Janeiro

### Olympische Winterspiele Pyeongchang 2018
Für die Olympischen/Paralympischen Winterspiele 2018 in Pyeongchang, Südkorea, konnte ein zentraler Platz an einer Straßenkreuzung zwischen dem PyeongChang Mountain Cluster (Alpensia, Yongpyong und Jeongseon) und dem olympischen Dorf.
Das Haus ist eine Holz-Zeltdach-Konstruktion mit gut 1000 Quadratmetern. Es wurde ab Herbst 2017 um 2,5 Mio. Euro errichtet.
Austria House, Pyeongchang

## Nachweise
1. ↑  History: A red-white-red success story of recent and current Austrian history. (Memento vom 5. März 2016 im Internet Archive) dachverband-pan.org.
2. ↑  Als die Wirtschaft sportlich wurde. In: 60 Jahre Aussenwirtschaft Österreich. Wirtschaftskammer Österreich, archiviert vom Original am 9. Oktober 2006; abgerufen am 11. August 2009.
3. ↑  Zitat: Österreich-Haus. In: Marketing. Österreichisches Olympisches Comité, archiviert vom Original am 8. September 2009; abgerufen am 14. August 2009.
4. ↑  Österreich-Haus in Sydneys Altstadt beherbergt ORF-Olympia-Studio. (OTS0048) In: OTS Presseaussendungen. Channel: Politik. APA, 15. September 2000, abgerufen am 17. August 2009.
5. 1 2  Franz Baldauf: Österreich-Haus. In: Sponsoring. Österreichisches Paralympisches Committee, archiviert vom Original am 12. Februar 2010; abgerufen am 14. August 2009.
6. ↑  Austria_House_Beijing_2008.pdf (Seite nicht mehr abrufbar. Suche in Webarchiven)
7. ↑  Hannes Maschkan: Österreich-Haus. 2008, S. 2–3.
8. ↑  Gleichgestellt vom Österreicherhaus bis zu den Auszeichnungen. Olympische und Paralympische Spiele auf einer Stufe. In: ASVÖ (Hrsg.): ASVÖ Newsletter. Zeitschrift des Allgemeinen Sportverbandes Österreichs. Nr. 6, 2007 (asvoe.at [PDF]).
9. ↑  
Saalbach-Hinterglemm 1991:

Heimathaus und Schimuseum Saalbach-Hinterglemm. In: Salzburger Museumsportal. Land Salzburg, archiviert vom Original am 13. Oktober 2007; abgerufen am 1. Januar 2009.
10. ↑  Weblink Chronologie der Österreichhäuser
11. ↑  
Sapporo 1972:

Winter Sports Museum (Memento vom 5. Juli 2009 im Internet Archive) (englisch);

札幌ウィンタースポーツミュージアム Sapporo Winter Sports Museum (Memento vom 4. August 2009 im Internet Archive) (japanisch/englisch, mit virtuellem Museumsrundgang)
12. ↑  Heimatmuseum und Schimuseum Saalbach (Memento vom 5. Januar 2010 im Internet Archive)
13. ↑  Nagano 1998:

Holz- und Werkzeugmuseum LIGNORAMA – das Olympiahaus von Nagano. Archiviert vom Original (nicht mehr online verfügbar) am 2. April 2013; abgerufen am 20. August 2009.  Info: Der Archivlink wurde automatisch eingesetzt und noch nicht geprüft. Bitte prüfe Original- und Archivlink gemäß Anleitung und entferne dann diesen Hinweis.
14. ↑  
Turin/Sestriere 2006:
 (Seite nicht mehr abrufbar. Suche in Webarchiven)

Bildergalerie Turin 2006. Österreichisches Olympisches Comité, archiviert vom Original am 3. Februar 2010; abgerufen am 1. Januar 2009 (zahlreiche Fotostrecken zu Aktivitäten in und um das Haus).

Österreich-Abend in der "Casa Austria". In: OJ-Journal. Abgerufen am 1. Januar 2009.

alberta185: Casa Austria. In: Olimpiadi invernali 2006: Pragelato e Sestriere. webshots.com, abgerufen am 18. August 2009.

 (Seite nicht mehr abrufbar. Suche in Webarchiven)

Österreichhaus Turin 2006. Österreichisches Olympisches Comité, archiviert vom Original am 3. Februar 2010; abgerufen am 20. August 2009 (Karte, Abb.).

Österreich-Haus TURIN 2006. Österreichisches Paralympisches Comitée, archiviert vom Original am 12. Februar 2010; abgerufen am 20. August 2009 (mit Abb.).
15. ↑  Bundeskanzleramt, Sektion Sport (Hrsg.): 20. Sportbericht 2005–2006. 2009, 13.2.3.2. Österreich-Haus in Sestriere, S. 284 (sportministerium.at [PDF]).
16. ↑  
Peking 2008:

Leere Stühle im Austria House. In: german.china.org.cn. 24. August 2008, abgerufen am 1. Januar 2009.

Österreichhaus Peking 2008. Ein Stück Österreich in China. Österreichisches Olympisches Comité, archiviert vom Original am 3. Februar 2010; abgerufen im Jahr 2009 (link auf Abb.). Lageplan in: Hannes Maschkan: Österreich-Haus. Hrsg.: Österreichisches Olympisches Comité. Wien 2008, S. 8–11.

Österreich-Haus PEKING 2008. Österreichisches Paralympisches Comitée, archiviert vom Original am 12. Februar 2010; abgerufen am 20. August 2009 (mit Abb.).
17. ↑  The Great Wall Sheraton Hotel Beijing. Starwood Hotels & Resorts Worldwide, archiviert vom Original am 26. August 2011; abgerufen am 14. August 2009.
18. ↑  Feng Shui beflügelt im “Österreich-Haus”: Unterkunft der Athleten offiziell eröffnet. In: news.at. 6. August 2008, abgerufen am 14. August 2009.
19. ↑  
Whistler 2010:

Wir bauen ein Passivhaus für Kanada. Austrian Passive House Group (APG), archiviert vom Original am 14. Dezember 2009; abgerufen am 10. August 2009.

Österreich-Haus "Vancouver 2010" in Whistler. Österreichisches Olympisches Comité, archiviert vom Original am 3. Februar 2010; abgerufen am 21. Dezember 2009.

Austria Passive House Whistler 2010. (blog) blogspot.com, abgerufen am 4. Februar 2010 (mit zahlreichen Fotos).

Whistler, APG, Mike Carter Media Productions: A video of the new Whistler’s first Passive House, built and showcased for the 2010 Winter Olympics. (flash Video) YouTube, Whistler783, 26. November 2009, abgerufen am 25. Februar 2010 (Dokumentation zum Bau des Hauses).

APG: Die APG baut ein Passivhaus für die Olympischen Spiele 2010 in Vancouver/Canada APG. (flash video 6:30) YouTube, PassivhausAustria, 1. September 2009, abgerufen am 25. Februar 2010 (Dokumentation zum Projekt).

Whistler, APG, Mike Carter Media Productions: Austria Passive House - A Games Legacy Showcasing Energy Efficiency. (flash video 5:18) YouTube, whistler2010com, 26. November 2009, abgerufen am 25. Februar 2010 (Dokumentation zum Bau des Hauses).
20. ↑  Austria passive house components on their way to Whistler. Resort Municipality of Whistler, 29. Juli 2009, abgerufen am 14. August 2009 (englisch).
21. ↑  Austria House - Showcasing Energy Efficiency. Resort Municipality of Whistler, 2010, abgerufen am 4. Februar 2010 (englisch).
22. ↑  Whistler, APG, Mike Carter Media Productions: Interview der APA (Austria Presseagentur) mit ÖOC-Präsident Leo Wallner. (PDF; 114 kB) YouTube, whistler2010com, 26. November 2009, abgerufen am 25. Februar 2010.
23. ↑  London 2012:

www.austriahouse.at, Webseite des Austria House Tirol

Austria House Tirol: Österreich-Haus in London eröffnet – Faymann und Darabos durchschnitten feierlich ein rot-weiß-rotes Band. In: sport.oe24.at. 26. Juli 2012, abgerufen am 14. August 2012.

Feierlich eröffnet – Das ist das Haus der Österreicher in London. In: olympia heute.at. 27. Juli 2012, abgerufen am 14. August 2012.

 (Seite nicht mehr abrufbar. Suche in Webarchiven)

Werner Faymann meets Vivienne Westwood im olympischen Österreicher-Haus. In: Der Standard online. Wirtschaftskammer Österreich, 28. Juli 2012, archiviert vom Original am 30. Juli 2012; abgerufen am 14. August 2012 (Fotostrecke zur Eröffnungsfeier).

Das Erfolgsbeispiel London 2012. austriahouse.at, abgerufen am 19. März 2015.

Foto des Gastgarten-Betriebes, auf austriahouse.at.
24. 1 2 3 4  Austria House – Ein neues Kapitel. (Seite nicht mehr abrufbar, festgestellt im Juni 2024. Suche in Webarchiven)  Info: Der Link wurde automatisch als defekt markiert. Bitte prüfe den Link gemäß Anleitung und entferne dann diesen Hinweis. newsroom.austriatourism.com, 3. Juni 2016.
25. ↑  Österreichisches Olympisches Comité (Hrsg.): Olympia Guide London 2012. Abschnitt Dr. Peter Mennel, ÖOC-Generalsekretär: Werbung für Österreich, S. 4 (osv.or.at [PDF]).
26. ↑  Österreich-Haus (Memento vom 6. Januar 2014 im Internet Archive), oepc.at.
27. ↑  Tom Degun: Austria House for London 2012 set to be Trinity House. In: insid ethe games. 19. März 2012, abgerufen am 14. August 2012 (englisch).
28. 1 2  Austria Tirol House Sotschi 2014. austria-house.at.
29. 1 2  „Austria Tirol House“ in Sotschi doppelt so teuer wie in London. AGT-APA, in: Tiroler Tageszeitung Onlineausgabe, tt.com, 17. Oktober 2013.
30. ↑  Olympische Spiele Rio 2016. Austria House. Präsentation, Peter Mennel, Österreichisches Olympisches Comité, o. D. (2016); mit Lageplan zu den Spielstätten, S. 5 (pdf, auf oeoc.at).
31. ↑  ÖW: Austria House Rio als kulturelle Drehscheibe. (Seite nicht mehr abrufbar, festgestellt im Juni 2024. Suche in Webarchiven)  Info: Der Link wurde automatisch als defekt markiert. Bitte prüfe den Link gemäß Anleitung und entferne dann diesen Hinweis. newsroom.austriatourism.com, 8. August 2016.
32. ↑  Schriftliche Anfrage der Abgeordneten Hermann Brückl, Kolleginnen und Kollegen an den Bundesminister für Wissenschaft, Forschung und Wirtschaft betreffend den Beitrag der ÖW (Österreich Werbung) zum "Austria House Rio 2016". 9516/J (parlamentarische Materialien online, parlament.gv.at).
33. 1 2  Austria House schließt seine Pforten. (Seite nicht mehr abrufbar, festgestellt im Juni 2024. Suche in Webarchiven)  Info: Der Link wurde automatisch als defekt markiert. Bitte prüfe den Link gemäß Anleitung und entferne dann diesen Hinweis. newsroom.austriatourism.com, 22. August 2016.
34. ↑  Austria House bei den Olympischen Spielen: Matter Hüttenzauber. Maik Novotny in: der Standard online, 4. Februar 2018.
35. 1 2  Das "Austria House" von Pyeongchang. In: Die Presse online, 7. Februar 2018.
36. ↑  Österreich-Haus eröffnet... In: Wiener Zeitung online, o. D.

- Karte mit allen Koordinaten:
- OSM |
- WikiMap